# Élections au Mali
Cette page donne des informations sur les élections et les résultats électoraux au Mali.

## Élections législatives

### Élections législatives de 1992
Elles ont lieu le 23 février 1992 et le 8 mars 1992 et sont marquées par la victoire de l’ADEMA/PASJ.
| Parti politique                                                                     | Sigle      | Nombre de sièges obtenus |
| ----------------------------------------------------------------------------------- | ---------- | ------------------------ |
| Alliance pour la démocratie au Mali-Parti africain pour la solidarité et la justice | Adema-Pasj | 76                       |
| Congrès national d’initiative démocratique                                          | CNID       | 9                        |
| Union soudanaise-Rassemblement démocratique africain                                | US-RDA     | 8                        |
| Parti malien pour le développement                                                  | PMD        | 6                        |
| Rassemblement pour la démocratie et le progrès                                      | RDP        | 4                        |
| Union pour la démocratie et le développement                                        | UDD        | 4                        |
| Rassemblement pour la démocratie et le travail                                      | RDT        | 3                        |
| Union des forces démocratiques de progrès                                           | UFDP       | 3                        |
| Parti progressiste soudanais                                                        | PSP        | 2                        |
| Union malienne pour la démocratie et le développement                               | UMADD      | 1                        |

### Élections législatives de 1997
Le 13 avril a lieu le premier tour des élections législatives qui seront invalidées par la Cour constitutionnelle. Des nouvelles élections législatives ont lieu le 20 juillet et le 3 août. Boycottées par l’opposition, elles sont remportées par l’ADEMA/PASJ.
| alliances ou parti politique                                                        | Sigle      | Nombre de sièges obtenus |
| ----------------------------------------------------------------------------------- | ---------- | ------------------------ |
| Alliance pour la démocratie au Mali-Parti africain pour la solidarité et la justice | ADEMA/PASJ | 128                      |
| Parti pour la renaissance nationale                                                 | PARENA     | 8                        |
| Convention sociale démocrate                                                        | CDS        | 4                        |
| Parti pour la démocratie et le progrès                                              | PDP        | 2                        |
| Union pour la démocratie et le développement                                        | UDD        | 2                        |
| Convention pour le progrès et le peuple                                             | COPP       | 1                        |
| Parti pour la démocratie et la justice                                              | PDJ        | 1                        |
| Rassemblement national démocratique                                                 | RND        | 1                        |

### Élections législatives de 2002
Elles ont lieu en août 2002. Aucun parti ne dispose de la majorité absolue. l’ADEMA-PASJ se maintient comme première force politique du pays en obtenant 51 députés, suivi par le RPM d’Ibrahim Boubacar Keïta avec 46 députés.
| Alliance ou parti politique | Sigle | Nombre de sièges obtenus |
| --- | ----- | ------------------------ |
| Espoir 2002 (Rassemblement pour le Mali et alliés)                                                                                            |       | 66                       |
| Alliance pour la république et la démocratie (Alliance pour la démocratie au Mali-Parti africain pour la solidarité et la justice et alliées) | ARD   | 59                       |
| Alliance Alternance et changement (Autour d’Amadou Toumani Touré)                                                                             | ACC   | 10                       |
| Solidarité africaine pour la démocratie et l'indépendance                                                                                     | SADI  | 6                        |
| Indépendants |       | 6                        |

Espoir 2002 était composé du Rassemblement pour le Mali (RPM, 46 députés), du Congrès national d’initiative démocratique (CNID, 13 députés), du Mouvement patriotique pour le renouveau (MPR, 5 députés)  et du Rassemblement pour la démocratie et le travail(RDT, 1 député).
L’Alliance alternance et changement comprend le Bloc pour la démocratie et l'intégration africaine (BDIA), le Mouvement pour l'indépendance, la renaissance et l'intégration africaine (MIRIA), l’Union soudanaise-Rassemblement démocratique africain (US-RDA), le Parti progressiste soudanais (PSP), le Parti pour la renaissance nationale (PARENA) et le Parti écologiste pour l'intégration (PEI).

### Élections législatives de 2007
Les élections législatives des 1er et 22 juillet 2007 ont été marquées par la victoire des partis politiques membres de l’Alliance pour la démocratie et le progrès (ADP). L’Alliance pour la démocratie au Mali-Parti africain pour la solidarité et la justice (ADEMA/PASJ) redevient le premier parti politique malien en nombre de députés.
 Élections législatives maliennes de 2007 des 1er et 22 juillet 2007Résultats définitifs des élections
| Alliance pour la démocratie et le progrès (ADP)                                                                 | Alliance pour la démocratie au Mali-Parti africain pour la solidarité et la justice (ADEMA/PASJ) | 9  | 42  | 51  |
| Alliance pour la démocratie et le progrès (ADP)                                                                 | Union pour la république et la démocratie (URD)                                                  | 3  | 31  | 34  |
| Alliance pour la démocratie et le progrès (ADP)                                                                 | Rassemblement national pour la démocratie (RND)                                                  | 1  | 0   | 1   |
| Alliance pour la démocratie et le progrès (ADP)                                                                 | Bloc pour la démocratie et l'intégration africaine (BDIA)                                        | 0  | 1   | 1   |
| Alliance pour la démocratie et le progrès (ADP)                                                                 | Congrès national d’initiative démocratique (CNID)                                                | 0  | 7   | 7   |
| Alliance pour la démocratie et le progrès (ADP)                                                                 | Mouvement patriotique pour le renouveau (MPR)                                                    | 0  | 8   | 8   |
| Alliance pour la démocratie et le progrès (ADP)                                                                 | Union pour la démocratie et le développement (UDD)                                               | 0  | 3   | 3   |
| Alliance pour la démocratie et le progrès (ADP)                                                                 | Mouvement pour l'indépendance, la renaissance et l'intégration africaine (MIRIA)                 | 0  | 2   | 2   |
| Alliance pour la démocratie et le progrès (ADP)                                                                 | Bloc des alternances pour le renouveau, l'intégration et la coopération africaine (BARICA)       | 0  | 2   | 2   |
| Alliance pour la démocratie et le progrès (ADP)                                                                 | Parti de la solidarité et du progrès (PSP)                                                       | 0  | 2   | 2   |
| Alliance pour la démocratie et le progrès (ADP)                                                                 | Parti citoyen pour le renouveau (PCR)                                                            | 0  | 1   | 1   |
| Alliance pour la démocratie et le progrès (ADP)                                                                 | Union soudanaise-Rassemblement démocratique africain (Us-RDA)                                    | 0  | 1   | 1   |
| Front pour la démocratie et la république (FDR)                                                                 | Rassemblement pour le Mali (RPM)                                                                 | 0  | 11  | 11  |
| Front pour la démocratie et la république (FDR)                                                                 | Parti pour la renaissance nationale (PARENA)                                                     | 0  | 4   | 4   |
| | Solidarité africaine pour la démocratie et l'indépendance (SADI)                                 | 0  | 4   | 4   |
| Indépendants |                                                                                                  | 0  | 15  | 15  |
| Total | Total                                                                                            | 13 | 134 | 147 |
| Source: Résultats définitifs des Législatives - l'Adéma/PASJ perd dans trois localités, Les Echos, 13 août 2007 |                                                                                                  |    |     |     |

## Élections présidentielles

### Élection présidentielle de 1992
À l'issue du second tour le 26 avril 1992, Alpha Oumar Konaré est élu avec 69,01 % des voix face à Tiéoulé Mamadou Konaté. Il devient le premier président de la IIIe République.
| Candidat               | %       |
| ---------------------- | ------- |
| Alpha Oumar Konaré     | 44,95 % |
| Tiéoulé Mamadou Konaté | 14,51 % |
| Mountaga Tall          | 11,41 % |
| Almamy Sylla           | 9,44 %  |
| Baba Hakib Haidara     | 7,37 %  |
| Autres candidats       | 12,32 % |

| Candidat               | %       |
| ---------------------- | ------- |
| Alpha Oumar Konaré     | 69,01 % |
| Tiéoulé Mamadou Konaté | 30,99 % |

### Élection présidentielle de 1997
Le  17 mai 1997, Alpha Oumar Konaré est réélu président de la République. Cette élection a été boycottée par les principaux partis de l’opposition.
| Candidat                 | %      |
| ------------------------ | ------ |
| Alpha Oumar Konaré       | 95,9 % |
| Mamadou Maribatrou Diaby | 4,1 %  |

### Élection présidentielle de 2002
Le 12 mai 2002, Amadou Toumani Touré est élu au second tour président de la République avec 64,35 % des voix face à  Soumaïla Cissé.
| Candidat                   | Voix obtenues | %     |
| -------------------------- | ------------- | ----- |
| Amadou Toumani Touré       | 449 176       | 28,87 |
| Soumaïla Cissé             | 333 525       | 21,44 |
| Ibrahim Boubacar Keïta     | 329 149       | 21,15 |
| Tiébilé Dramé              | 62 493        | 4,02  |
| Mountaga Tall              | 58 695        | 3,77  |
| Moussa Balla Coulibaly     | 50 211        | 3,23  |
| Choguel Kokalla Maïga      | 42 469        | 2,73  |
| Mamadou Bakary Sangaré     | 34 603        | 2,22  |
| Mandé Sidibé               | 31 398        | 2,02  |
| Ahmed El Madani Diallo     | 25584         | 1,64  |
| Daba Diawara               | 17 156        | 1,10  |
| Oumar Mariko               | 13 718        | 0,88  |
| Madiassa Maguiraga         | 12 548        | 0,81  |
| Youssouf Hassan Diallo     | 12 455        | 0,80  |
| Modibo Sangaré             | 11 667        | 0,75  |
| Mamadou Gakou              | 11 505        | 0,74  |
| Mady Konaté                | 11 302        | 0,73  |
| Mamadou Maribatrou Diaby   | 9 101         | 0,58  |
| Modibo Kane Kida           | 9 722         | 0,62  |
| Habibou Dembélé            | 7 964         | 0,51  |
| Sanoussi Nanacassé         | 7 829         | 0,50  |
| Ibrahim Diakité            | 6 899         | 0,44  |
| Abdoulaye Sogolomba Konaté | 6 771         | 0,44  |

|                                | Nombres   | %     |
| ------------------------------ | --------- | ----- |
| Inscrits                       | 746 202   |       |
| Votants                        | 1 723 210 | 29,99 |
| Bulletins nuls                 | 30 248    | 1,76  |
| Suffrages annulés              | 268 216   | 15,56 |
| Suffrages valablement exprimés | 1 424 746 | 82,68 |

| Candidat             | Voix obtenues | %     |
| -------------------- | ------------- | ----- |
| Amadou Toumani Touré | 926 243       | 65,01 |
| Soumaïla Cissé       | 498 503       | 34,99 |

### Élection présidentielle de 2007
Le 29 avril 2007, Amadou Toumani Touré est réélu au premier tour avec 71,20 % des voix, au cours d’une élection contestée par les principaux candidats de l’opposition.
Résultats définitifs proclamés par la Cour constitutionnel
| Inscrits                        | 6 884 352 |
| Votants                         | 2 494 846 |
| Bulletins nuls                  | 198 518   |
| Suffrages annulés               | 30 845    |
| Bulletins valablement exprimés: | 2 288 993 |
| Taux de participation           | 36,24 %   |

| Candidat                | Suffrage exprimé | %       |
| ----------------------- | ---------------- | ------- |
| Amadou Toumani Touré    | 1 612 912        | 71,20 % |
| Ibrahim Boubacar Keïta  | 433 897          | 19,15 % |
| Tiébilé Dramé           | 68 956           | 3,04 %  |
| Oumar Mariko            | 61 670           | 2,72 %  |
| Mamadou Bakary Sangaré  | 35 776           | 1,58 %  |
| Soumeylou Boubèye Maïga | 32 973           | 1,46 %  |
| Sidibé Aminata Diallo   | 12 443           | 0,55 %  |
| Madiassa Maguiraga      | 6 856            | 0,30 %  |

## Élections communales

### Élections communales de 2004
Elles ont lieu le 30 mai 2004. ADEMA : 28 %, URD : 14 % RPM : 13 %.

### Élections communales de 2009
Les élections communales ont eu lieu au Mali le 26 avril 2009. L'Alliance pour la démocratie au Mali-Parti africain pour la solidarité et la justice (Adéma-Pasj) demeure la première formation politique devant l'Union pour la république et la démocratie (URD) et le Rassemblement pour le Mali (RPM).